# Ma fille, ma bataille
Pour plus de détails, voir Fiche technique et Distribution.
Ma fille, ma bataille (My Daughter Must Live) est un téléfilm canadien réalisé par John L'Ecuyer, diffusé sur The Movie Network, et aux États-Unis le 15 juin 2014 sur Lifetime Movie Network.

## Synopsis
Touchée par une infection hépatique, Katie voit sa vie basculer tout comme ses parents. Alors que seule une transplantation pourrait la sauver, les tests révèlent que son père n'est pas son père biologique. Replongée dans son passé, Meghan se lance alors dans un combat désespéré et dangereux car le vrai père de sa fille est un ancien taulard qui a changé d'identité pour refaire sa vie…

## Fiche technique
- Titre original : My Daughter Must Live
- Réalisation : John L'Ecuyer
- Scénario : Al Kratina et Ronald Weir
- Producteurs exécutifs : Tom Berry, Neil Bregman et David DeCrane
- Produit par : NB Movies et Reel One Movies
- Directeur de la photographie : Fraser Brown
- Décors : Zosia Mackenzie
- Montage : Luis Martino
- Costumes : Martin Watson
- Casting : Aaron Griffith
- Musique : Ari Posner
- Pays d'origine :  Canada
- Langue originale : anglais
- Format : couleur
- Genre : Drame
- Durée : 90 minutes
- Date de diffusion :
  -  États-Unis : 15 juin 2014 sur Lifetime Movie Network
  -  France : 4 juillet 2014 sur M6

## Distribution
- Joelle Carter (VF : Virginie Kartner) : Meghan O'Malley
- Madeleine Martin (VF : Léopoldine Serre) : Katie O'Malley
- Paul Popowich (VF : Bruno Mullenaerts) : Hugh O'Malley
- Sergio Di Zio (VF : Alexandre Gillet) : Dan
- Kyle Mac (VF : Maxime Donnay) : Trevor
- Rachel Wilson : Amelia
- Robin Brûlé (en) : Elly
- Maurice Dean Wint : Wagner
- David Richmond-Peck (en) : Colin
- Tré Armstrong (en) : Santana

## Accueil
Le téléfilm a été vu par environ 679 000 téléspectateurs lors de sa première diffusion sur LMN.